# Decébalo
Decébalo (originalmente, llamado Diurpaneus) fue un rey de los dacios, cuyo reinado transcurrió desde el 87 hasta 106. Es conocido por sus constantes guerras contra el Imperio romano, al tiempo que mediante sus tácticas bélicas logró imponer a Roma varias paces ventajosas sin haber sido derrotado.

## Biografía
Tras la muerte del gran rey Berebistas, Dacia se dividió en cuatro o cinco pequeños Estados. Esta situación continuó hasta que Diurpanneo dirigió la consolidación del corazón de Dacia alrededor de Sarmizegetusa, en el distrito actual de Hunedoara. Reorganizó el ejército dacio en el 85, año en el que los dacios comenzaron a atacar la fuertemente fortificada provincia romana de Mesia, situada al sur de Danubio en territorios que actualmente corresponden -de un modo aproximado- al norte de Bulgaria y noreste de Serbia.
En 87, Domiciano decidió enviar a su prefecto y jefe de la Guardia Pretoriana, Cornelio Fusco (Fuscus en latín), para castigar y conquistar a los dacios con cuatro o cinco legiones (entre éstas la V Alavdæ), las cuales sufrieron emboscadas y fueron derrotadas en Tapae (cerca de la actual Bucova). En el combate pereció el mismo Fuscus. Fue tras esta victoria cuando Diurpanneus (como hasta entonces le llamaban los romanos) trocó su nombre por el de Dekebal, cuyo significado sería "Fuerte como diez (hombres)" (cfr. para la comparación filológica en el sánscrito daśabala); Deke -derivado del protoindoeuropeo *dekm- (diez) y *bal- (fuerte), al parecer el nombre dekebal (latinizado decebalus y de allí al castellano decébalo) era el título genérico de los grandes jefes dacios, entre los cuales Diurpanneo fue el principal.
En 88, Lucio Tetio Juliano comandó otro ejército romano por la misma ruta del año anterior, que se enfrentó nuevamente a los dacios en la zona de Tapae; si bien en esta nueva Batalla de Tapae los romanos obtuvieron la victoria, casi al mismo tiempo los germanos se rebelaron en la frontera del Renvs (Rin) y para frenarlos el Imperio romano debió distraer tropas desde Mesia, fuerzas que estaban hasta ese momento encargadas de reprimir a los dacios. Ante tal coyuntura, los romanos se vieron forzados a comprar la paz a los dacios mediante el pago de importantes sumas de dinero en forma de tributo, incluso debieron enviar los romanos ingenieros y arquitectos para embellecer y fortalecer la capital dacia en Sarmizegetusa (tratado del año 89). La situación humillante para los romanos duró hasta que el hispánico Trajano accedió al título de emperador en el 98; este dispuso inmediatamente una serie de muy bien concertadas campañas militares que expandieron al Imperio romano hasta su máxima extensión. 
Diurpanneo-Decébalo fue entonces derrotado por los romanos, quienes invadieron Dacia después de la tercera batalla de Tapae ocurrida en 101. Sin embargo, los romanos habían impuesto un rey títere ("cliente") a los dacios bajo "protectorado" romano. Tres años después, Decébalo aniquiló nuevamente a las tropas romanas establecidas en Dacia y entonces los romanos tuvieron que mandar enormes refuerzos.

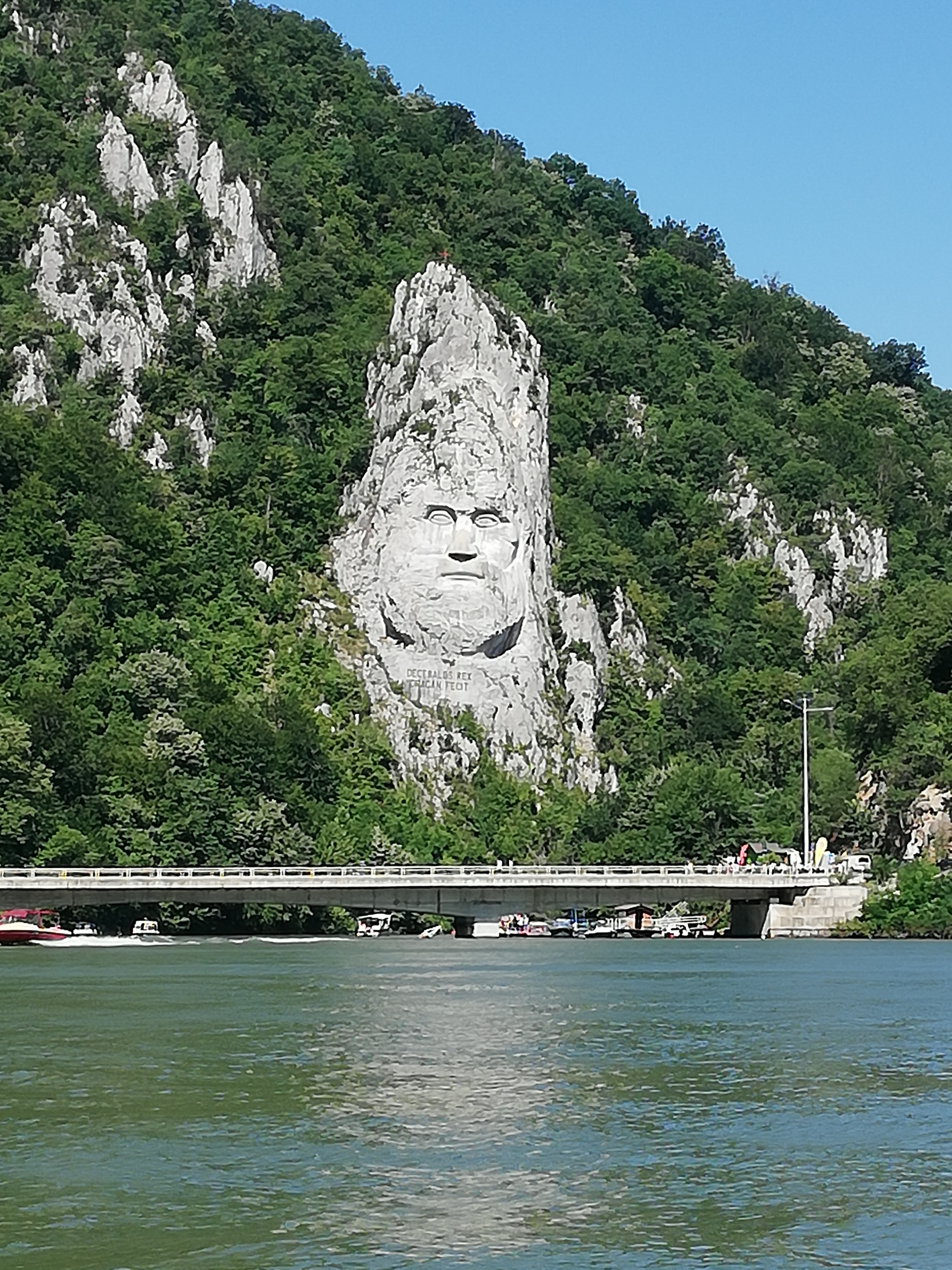

Después de un prolongado asedio a Sarmizegetusa y una larga guerra, los romanos conquistaron Dacia. Tras ser capturado y apresado por los soldados romanos, Diurpanneo-Decébalo se vio obligado a suicidarse en el año 106, tal como lo comenta el historiador Dion Casio (68,14,3). En Sarmizegetusa Regia se ha encontrado un vaso, más bien una urna funeraria, que lleva la inscripción en lengua daco-romana: DECEBALUS PER SCORILO ("Decébalo, hijo de Scorilos").

## Estatua de Decébalo
La estatua del rey dacio tiene 40 metros de altura. Está emplazada en una orilla rocosa del Danubio cerca de la ciudad de Orşova, en Rumania.

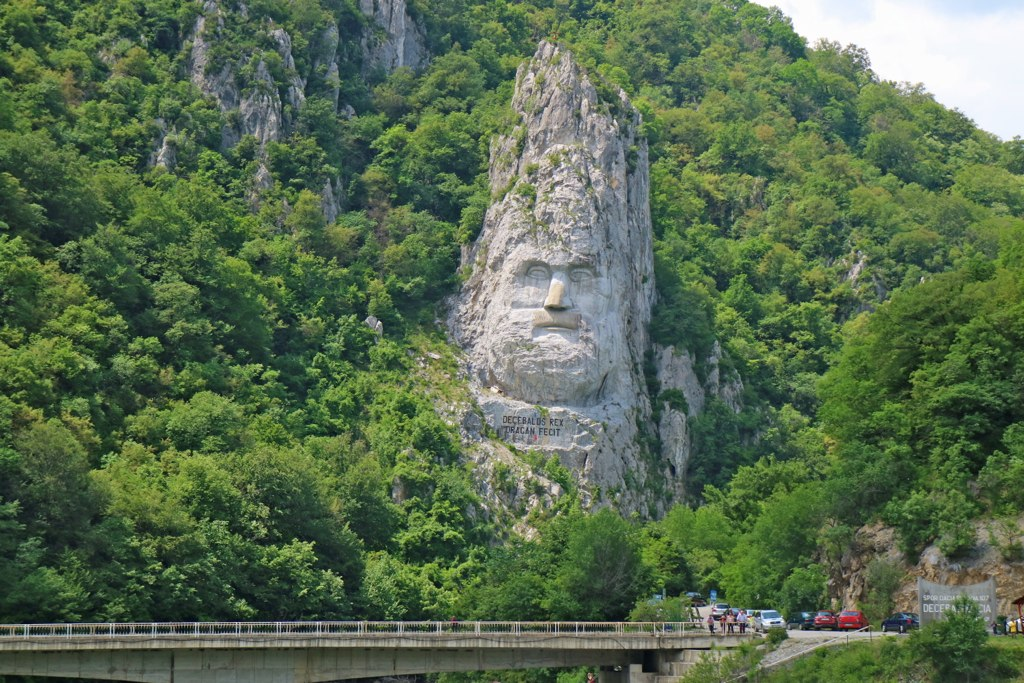
Escultura pétrea de Decébalo.

La idea partió del hombre de negocios e historiador rumano Iosif Constantin Drăgan. Doce escultores trabajaron en ella durante diez años, de 1994 a 2004, con un coste aproximado de un millón de dólares.
Debajo del busto de Decébalo hay una inscripción en latín en la que se lee "DECEBALUS REX - DRAGAN FECIT" ("Rey Decébalo - Hecho por Drăgan").
Justo enfrente de la estatua, pero en la orilla serbia, puede encontrarse una antigua placa, la "Tabula Traiana", que conmemora las victorias del Imperio romano sobre el reino dacio en el 105.